# Françoise Leclerc (marchande)
Pour les articles homonymes, voir Leclerc, Françoise Leclerc et Françoise Leclercq.
Françoise Leclerc, morte en 1739, est une marchande de modes, modiste et couturière française. 
Françoise Leclerc devient une couturière très demandée dès le règne de Louis XV ; elle jouit de la faveur de la reine Marie Leszczynska, de la comtesse de Mailly, de la princesse Louise de Rohan de Guemene, mais aussi de la marquise Françoise Paparel de la Fare, de la princesse de Montauban, de la comtesse d'Auvrey et de la comtesse Marie-Jeanne Phélypeaux de La Vrillière de Maurepas.

## Successeur
Après Françoise Leclerc, Marie Madeleine Duchapt devient la nouvelle marchande de mode de la cours de Louis XV.